# Tchads politik
Tchads politik finder sted i en præsidentmodels republikstruktur, hvorved Tchads præsident både er statsoverhoved og regeringschef. Udøvende magt er udøvet af regeringen. Lovgivende magt er overdraget til både regeringen og parlamentet.
| Politik | Spire Denne artikel om politik og ideologi er en spire som bør udbygges. Du er velkommen til at hjælpe Wikipedia ved at udvide den. |